# 中韩自由贸易区
中韩自由贸易区（韓語：한중 자유무역지대／韓中 自由貿易地帶），简称中韩自贸区，是中华人民共和国和大韩民国共同建立的自由贸易区。2012年5月，雙方正式启动自贸区谈判；截止2014年11月6日，中韩自贸区已经举行到第14轮谈判。在2014年北京亚太经合组织会议上，中华人民共和国主席习近平和大韩民国总统朴槿惠共同宣布“中韩自由贸易区已经完成实质性谈判”，标志着自由贸易区谈判完成，只剩下“货物贸易、服务贸易等”个别框架没有完成谈判。专家预测，自由贸易区谈判在2014年年底结束并且在2015年年初正式生效，将给雙方带来巨大的经济效益，自由贸易区会推动双边投资和贸易增长，中华人民共和国的农副产品将进入大韩民国市场，而大韩民国的高科技产品将进入中华人民共和国市场。
2015年6月1日，雙方在韩国首尔签署《中韩自贸协定》。2015年11月30日，韩国国会以196票赞成、33票反对、36票弃权的表决结果，通过了《中韩自贸协定批准案》。2015年12月9日，雙方在北京相互交换外交公函，确定该协定生效；双方决定，《中韩自贸协定》于12月20日正式生效。自生效之日起至2016年1月1日，中国将2次下调对韩国的进口关税。

## 背景
截止2014年，中华人民共和国已经成为大韩民国最大贸易伙伴、最大出口对象和最大进口来源国，大韩民国已经成为中华人民共和国第一大进口来源国和最重要投资来源国之一，2013年，中韩两国双边贸易额达2742亿美元（一说是2289.2亿美元），其中大韩民国对中华人民共和国出口1458.7亿美元，自中华人民共和国进口830.5亿美元，大韩民国对中华人民共和国的贸易顺差是628.2亿美元。

## 自贸区内涵
《中韩自由贸易区协定》范围涵盖“货物贸易、服务贸易、投资和规则”共17个领域，包含“电子商务、竞争政策、政府采购、环境等”经贸题目。

## 影响

### 大韩民国
中韩自由贸易区生效之后，大韩民国对中华人民共和国出口产品中将有91%商品在20年内撤销关税，其规模达到1417亿美元。

### 日本
日本对中韩自由贸易区兴趣较小，原因之一是中日、韩日政治关系冷淡，之二是日本当時集中精力谈美国主导的跨太平洋战略经济伙伴关系协议（TPP）。

### 台灣
中国国民党认为中韩自由贸易区对台湾经济产生巨大威胁，因为台湾和大韩民国的产业有诸多重叠。
国民党面对中韩自由贸易区即将生效，要求在野党及早为《两岸协议监督条例》放行，经济部次长卓士昭援引中华经济研究院评估报告指出，“陆韩FTA生效后，台湾有总计386亿美元的工业产品出口（占工业产品总值24.7%）将因关税较高受到冲击，尤其钢铁、工具机、汽车、面板、石化、纺织、玻璃等产业处境艰难。”
中韩自由贸易区即将生效，引发台灣政官學界人士、和中大型企业的担忧，鸿海集团董事长郭台铭在接受陈文茜采访时说：“我是经济的选民，对台湾地区在全球自由化、国际化的被边缘化，感到忧心。”
2014年12月10日，海协会长陈德铭称大陆在2年之后对大韩民国开放“金融、电信”等市场，同时指出中韩双方互相开放程度是90%，大陆将向台湾开放90%，而台湾也应该开放60%。